# Реактор на быстрых нейтронах
Реактор на быстрых нейтронах — ядерный реактор, в активной зоне которого нет замедлителей нейтронов и спектр нейтронов близок к энергии нейтронов деления (~105 эВ). Нейтроны этих энергий называют быстрыми, отсюда и название этого типа реакторов.
По сравнению с доминирующими ныне реакторами на тепловых нейтронах позволяют увеличить скорость конверсии изотопа уран-238 в поддерживающие цепную реакцию изотопы плутония, тем самым вовлекая в топливный цикл большие запасы отхода ядерной энергетики, известного как обедненный уран. При определенных условиях скорость конверсии может превышать единицу, то есть делящееся вещество нарабатывается быстрее чем расходуется. Концепция массового строительства энергетических реакторов на быстрых нейтронах с целью снижения потребности в ископаемом уране получила название замкнутый ядерный топливный цикл.

## История
Clementine — первый в мире реактор на быстрых нейтронах, запущен в 1946 году в США в Лос-Аламосской национальной лаборатории; в качестве теплоносителя использовалась ртуть. Реактор проработал до 1952 года, показав, в частности, что ртуть в качестве теплоносителя для быстрых реакторов бесперспективна из-за своих плохих характеристик теплопередачи. 
Первые промышленные реакторы на быстрых нейтронах были сконструированы и успешно запущены в эксплуатацию в Советском Союзе, а Россия занимает первое место в мире в развитии технологий строительства таких реакторов, хотя этим с 1950-х годов занимались многие развитые страны. 
Первый советский экспериментальный реактор на быстрых нейтронах — БР-2 (также с ртутью в качестве теплоносителя) — работал в Обнинске с 1955 года, затем был демонтирован и в том же здании № 85 на том же месте установлен и в 1959 году введён в эксплуатацию реактор БР-5, который дал возможность получить первые данные, необходимые для разработки быстрых энергетических реакторов с натриевым охлаждением. Реактор обладал всеми основными чертами атомной электростанции и стал прототипом будущих АЭС с реакторами на быстрых нейтронах.
Первый энергоблок с реактором на быстрых нейтронах — БН-350 — был запущен в СССР в 1973 году и проработал в Актау по 1999 год. Второй энергоблок (БН-600) был установлен на Белоярской АЭС в 1980 году и бесперебойно работает по сей день, в 2010 году срок его эксплуатации был продлен на 10 лет. 
Там же 10 декабря 2015 года был запущен в эксплуатацию реактор нового поколения — БН-800.
В данный момент России принадлежит технологический приоритет в их разработке и эксплуатации, что открывает практически неограниченные возможности для использования энергетического потенциала ядерного топлива, в том числе отходов АЭС и оружейного плутония.

## Принцип действия
В связи с малым сечением деления 235U быстрыми нейтронами для поддержания цепной реакции необходимо поддерживать гораздо бо́льшие напряженности нейтронных полей по сравнению с реакторами на тепловых нейтронах. В связи с увеличением нейтронных потоков гораздо бо́льшая доля 238U вовлекается в процесс трансмутации в плутоний, что значительно расширяет топливную базу этого типа реакторов.
В активной зоне реактора не должно быть эффективных замедлителей нейтронов, в первую очередь, принципиально недопустимы вещества с легкими ядрами вроде водорода. Поэтому вода и углеводороды не могут использоваться в системе охлаждения реактора. Это требование вынуждает использовать в качестве теплоносителя легкоплавкие металлы, например ртуть, натрий, свинец или висмут. От ртути быстро отказались из-за высокой коррозионной активности и высокой токсичности паров ртути. Сегодня получили развитие реакторы с натриевым, свинцово-висмутовым и свинцовым теплоносителями.
Сечение деления в быстрой области энергий не превышает 2 барн. Поэтому для осуществления цепной реакции на быстрых нейтронах необходима относительно высокая удельная плотность делящегося вещества в активной зоне по сравнению с реакторами на тепловых нейтронах. Это вынуждает применять особые конструктивные решения, например отражатели нейтронов и высокоплотное топливо, увеличивающие стоимость строительства и эксплуатации. Радиационные нагрузки на конструкционные материалы также значительно выше, чем в реакторах на тепловых нейтронах.
По сравнению с распространенным реактором на тепловых нейтронах, реакторы на быстрых нейтронах обладают рядом достоинств с точки зрения безопасности: в реакторе нет высокого давления, в них практически нет риска потери теплоносителя по причине выкипания, нет риска пароциркониевой реакции, ставшей одной из причин взрывов на Фукусимской АЭС. С другой стороны, популярный теплоноситель натрий бурно реагирует с водой и горит на воздухе, что усложняет любую аварию с утечкой теплоносителя. Именно поэтому после 3-летней эксплуатации единственной подлодки с натриевым теплоносителем USS Seawolf (SSN-575) были сделаны отрицательные выводы о применимости такого типа реакторов в подводном флоте, на самой подлодке реактор был заменен на водо-водяной, и конструкция с натриевым теплоносителем больше не применялась в ВМС США, а ВМФ СССР не применялась вообще. ВМФ СССР имел на вооружении серийные АПЛ с реактором со свинцово-висмутовым теплоносителем – проект 705(К) «Лира» в количестве 7 единиц, но к настоящему времени они все также выведены из эксплуатации.
Основным достоинством этого типа реакторов считается возможность вовлечь в топливный цикл такие материалы как уран-238 и торий-232. Это значительно расширяет топливную базу ядерной энергетики. Кроме того, эти реакторы позволяют относительно безопасно избавиться от самых активных и долгоживущих изотопов в отработавшем ядерном топливе, значительно сократив срок его биологической опасности.
В сентябре 2016 года российские атомщики успешно протестировали на полной мощности новый и мощнейший в мире энергоблок с реактором на быстрых нейтронах — БН-800 Белоярской АЭС. Вместе с запущенным годом ранее производством МОКС-топлива Россия стала лидером в переходе на замкнутый цикл использования ядерного топлива, который позволит человечеству получить практически неисчерпаемый энергоресурс за счет вторичной переработки ядерных отходов, поскольку в обычных АЭС используется только 3 % энергетического потенциала ядерного топлива.

## Научно-исследовательские реакторы на быстрых нейтронах
| Реактор    | Страна         | Место                | Запуск | Остановка | Тепловая мощность МВт | Электрич. мощность МВт | Тепло- носитель |
| ---------- | -------------- | -------------------- | ------ | --------- | --------------------- | ---------------------- | --------------- |
| БР-2       | СССР / Россия  | Обнинск, ФЭИ         | 1956   | 1957      | 0,1                   | —                      | Ртуть           |
| БР-5       | СССР / Россия  | Обнинск, ФЭИ         | 1958   | 2002      | 5                     | —                      | Натрий          |
| ИБР        | СССР / Россия  | Дубна, ОИЯИ          | 1960   | —         | —                     | —                      | Натрий          |
| ИБР-2      | СССР / Россия  | Дубна, ОИЯИ          | 1981   | действует | —                     | —                      | Натрий          |
| БОР-60     | СССР / Россия  | Димитровград, НИИАР  | 1968   | действует | 60                    | 12                     | Натрий          |
| Clementine | США            | Лос-Аламос, ЛАНЛ     | 1946   | 1952      | 0,025                 | —                      | Ртуть           |
| EBR-1      | США            | Айдахо, INL          | 1951   | 1964      | 1,4                   | 0,2                    | Натрий/Калий    |
| EBR-2      | США            | Айдахо, INL          | 1964   | 1994      | 62                    | 19                     | Натрий          |
| SEFOR      | США            | Арканзас             | 1969   | 1972      | 20                    |                        | Натрий          |
| FFTF       | США            | Хэнфордский комплекс | 1982   | 1993      | 400                   | —                      | Натрий          |
| DFR        | Великобритания | Центр Дунрей         | 1959   | 1977      | 65                    | 11                     | Натрий/Калий    |
| Rapsodie   | Франция        | Буш-дю-Рон, Кадараш  | 1967   | 1983      | 40                    |                        | Натрий          |
| Jōyō       | Япония         | АЭС Дзёё             | 1977   | 2007      | 150                   | —                      | Натрий          |
| FBTR       | Индия          | Калпаккам, IGCAR     | 1985   | действует | 40                    | 13                     | Натрий          |
| CEFR       | Китай          | Пекин, CIAE          | 2010   | действует | 65                    | 20                     | Натрий          |

## Промышленные реакторы на быстрых нейтронах
В коммерческих проектах реакторов на быстрых нейтронах, как правило, используются конструктивные схемы с жидкометаллическим теплоносителем. Обычно это или жидкий натрий, или эвтектический сплав (точнее, жидкая смесь) свинца с висмутом. В качестве теплоносителей рассматривались и расплавы солей (фториды урана), однако их применение было признано бесперспективным.
Также рассматриваются в качестве перспективных теплоносителей расплавы разных концентраций систем свинец-олово, висмут-свинец (не только эвтектика), галлий-индий.

### Приоритет СССР и России
Экспериментальные реакторы на быстрых нейтронах появились в 1950-е годы. В 1960-е — 80-е годы работы по созданию промышленных реакторов на быстрых нейтронах активно велись в СССР, США и ряде европейских стран. Первый промышленный энергоблок с реактором на быстрых нейтронах — БН-350 — был запущен в СССР в 1973 году, второй энергоблок был установлен на Белоярской АЭС в 1980 году (БН-600). После закрытия в 2009 году французского быстрого натриевого реактора «Феникс» (Phénix) Россия осталась в мире единственной страной с действующими быстрыми энергетическими реакторами: БН-600 в 3-м энергоблоке Белоярской АЭС и БН-800 в 4-м энергоблоке Белоярской АЭС. Последний запущен 10 декабря 2015 года, в промышленную эксплуатацию вошёл в 2016 году, а в 2018 году на нём началось использование произведенного на Горно-химическом комбинате «Росатома» серийного МОХ-топлива.
Реактор БН-800 используется для отработки ряда технологий замыкания ядерного топливного цикла использованием «быстрых» реакторов, решающих проблему утилизации отработавшего ядерного топлива. Блок №4 Белоярской АЭС стал прототипом более мощных коммерческих «быстрых» энергоблоков БН-1200, строительство которых планируется в 2030-х.

### Эксперименты азиатских стран
Интерес к этому направлению проявляют азиатские страны (Индия, Япония, Китай, Южная Корея). 
В Индии ведётся строительство демонстрационного быстрого натриевого реактора PFBR-500 мощностью 500 МВт (эл.), прототипа для последующей малой серии из четырёх реакторов той же мощности. Пуск его был намечен изначально на 2010, потом на 2014 год, но ни в 2017 ни 2021 гг. реактор так и не был запущен. Ожидается, что он будет введен в эксплуатацию к концу 2025 года.
8 мая 2010 года в Японии, после четырнадцатилетнего перерыва в работе, вызванного пожаром в 1995 году, когда произошла утечка 640 килограммов металлического натрия, впервые вывели в критическое состояние реактор на АЭС «Мондзю». Пусконаладочные работы для ввода его в эксплуатацию, частью которых являлись серии экспериментальных выводов реактора на минимально контролируемый уровень, планировалось завершить в 2013 году. Однако в августе 2010 года при работах по перегрузке топлива в корпус реактора сорвался узел системы перегрузки топлива — 12-метровая металлическая труба весом 3,3 тонны, которая утонула в натрии. Почти сразу было объявлено, что продолжение наладочных работ, а соответственно и пуск, откладывается на 1—1,5 года. Через полгода, 27 июня 2011 утонувшая деталь была извлечена из реактора Мондзю, для извлечения детали специалистам пришлось разобрать верхнюю часть реактора. Сам подъём трехтонной конструкции на поверхность занял восемь часов. В течение нескольких лет перспективы «Мондзю» были туманны, финансирование не выделялось. В декабре 2016 правительство Японии приняло решение полностью вывести из эксплуатации АЭС «Мондзю» — в 2022 году планируется извлечь топливо из реактора и в 2047 году завершить его разборку.

### Реакторы с ртутным теплоносителем
- Россия/СССР
  - БР-2 ФЭИ, г.Обнинск, 1956

Ртуть первоначально казалась перспективным теплоносителем. Это тяжёлый элемент, поэтому плохо замедляет нейтроны. Спектр такого реактора очень быстрый, и коэффициент воспроизводства велик. Ртуть — жидкость при комнатной температуре, что упрощает конструкцию (для пуска реактора не надо предварительно подогревать металл-теплоноситель в первом контуре), кроме того, планировалось направлять пары ртути непосредственно в турбину, что гарантировало очень высокий КПД при относительно низкой температуре. Для отработки ртутного теплоносителя был построен реактор БР-2 тепловой мощностью 100 кВт. Однако реактор проработал меньше года. Главным недостатком ртути являлась её высокая коррозийная активность. За пять месяцев ртуть буквально растворила первый контур реактора, постоянно возникали течи. Другими недостатками ртути являются токсичность, дороговизна, большие энергозатраты на перекачку. В результате ртуть была признана экономически невыгодным теплоносителем.
Уникальной особенностью БР-2 стал также выбор топлива — металлический плутоний (сплав σ-фазного плутония с галлием). Уран использовался только в зоне воспроизводства.

### Реакторы с тяжёлым жидкометаллическим теплоносителем
Отдельным перспективным направлением считаются реакторы с тяжёлым жидкометаллическим теплоносителем (ТЖМТ) — свинец или эвтектический сплав свинца и висмута.
Особенности реакторов с ТЖМТ:
- Спектр ещё более жёсткий, чем у натриевых БН. Чем тяжелее ядро, тем слабее оно замедляет нейтроны, а свинец и висмут — самые тяжёлые стабильные ядра.
- Тяжёлые металлы гораздо менее химически активны, чем натрий — практически не реагируют с водой или воздухом (натрий самовоспламеняется на воздухе и взрывается при контакте с водой).
- С помощью ТЖМТ можно добиться более высокой температуры теплоносителя, что повышает термодинамический КПД.

Однако теплопроводность тяжёлых металлов в несколько раз ниже натрия, а вязкость в несколько раз выше. При определённых условиях расплавленный свинец способен растворять сталь и образовывать шлаки, забивающие трубопроводы (что стало причиной аварии на К-27). Отдельной проблемой является наработка в ТЖМТ долгоживущих радиоактивных изотопов, самый опасный из которых — полоний-210 с периодом полураспада T1/2 = 138 дней. Поэтому пока нет ни одного промышленного реактора с ТЖМТ. Для отработки технологий ТЖМТ строится опытно-демонстрационный реактор БРЕСТ-ОД-300.
В СССР для АПЛ было построено 13 свинцово-висмутовых реакторов, в том числе три стендовых и десять установленных на подводные лодки: два типа РМ-1 на подводной лодке К-27, три типа БМ-40 и пять типа ОК-550 на подводных лодках проекта 705. Служба большинства этих реакторов сопровождалась авариями различной степени тяжести в силу недостаточной надёжности и недостатков в обеспечении базирования. Ни в одном из этих реакторов отработавшее ядерное топливо не было перезагружено на новое.
В России разработан проект свинцово-висмутовых реакторов малой мощности СВБР.

### Список реакторов
| Реактор                                                  | Страна          | АЭС                | Запуск     | Эксплуатация | Эксплуатация | Тепловая мощность, МВт | Электрич. мощность, МВт | Тепло- носитель | Особенности                                                  |
| Реактор                                                  | Страна          | АЭС                | Запуск     | с            | до           | Тепловая мощность, МВт | Электрич. мощность, МВт | Тепло- носитель | Особенности                                                  |
| -------------------------------------------------------- | --------------- | ------------------ | ---------- | ------------ | ------------ | ---------------------- | ----------------------- | --------------- | ------------------------------------------------------------ |
| БН-600                                                   | СССР / Россия   | Белоярская АЭС     | 26.02.1980 | 08.04.1980   |              | 1470                   | 600                     | Натрий          |                                                              |
| БН-800                                                   | Россия          | Белоярская АЭС     | 10.12.2015 | 01.11.2016   |              | 2100                   | 880                     | Натрий          |                                                              |
| Остановленные промышленные реакторы на быстрых нейтронах |                 |                    |            |              |              |                        |                         |                 |                                                              |
| Реактор                                                  | Страна          | АЭС                | Запуск     | Эксплуатация | Эксплуатация | Тепловая мощность, МВт | Электрич. мощность, МВт | Тепло- носитель | Особенности                                                  |
| Реактор                                                  | Страна          | АЭС                | Запуск     | с            | до           | Тепловая мощность, МВт | Электрич. мощность, МВт | Тепло- носитель | Особенности                                                  |
| БН-350                                                   | СССР/ Казахстан | Мангистауский АЭК  | 1973       | 16.07.1973   | 1999         | 1000                   | 150                     | Натрий          | Дополнительно 100 МВт для отопления и 100 МВт для опреснения |
| «Феникс»                                                 | Франция         | Маркуль            | 1973       | 14.07.1974   | 2009         | 563                    | 250                     | Натрий          | С 2003 года электр. мощность была снижена до 140 МВт         |
| «Суперфеникс»                                            | Франция         | Крес-Мепьё         | 1985       | 1986         | 1998         | 3000                   | 1200                    | Натрий          |                                                              |
| «Мондзю»                                                 | Япония          | АЭС Мондзю         | 1994       | 29.08.1995   | 22.09.2016   | 714                    | 280                     | Натрий          | Реактор за 20 лет проработал совокупно около одного года     |
| PFR                                                      | Великобритания  | Центр Дунрей       | 01.03.1974 | 01.07.1976   | 31.03.1994   | 650                    | 234                     | Натрий          |                                                              |
| Fermi-1                                                  | США             | АЭС «Энрико Ферми» | 23.08.1963 | —            | 29.11.1972   | 200                    | 65                      | Натрий          |                                                              |
| KNK-I                                                    | Германия        | ТИ Карлсруэ        | 1971       | 21.02.1974   | 1.09.1974    |                        | 21                      | Натрий          |                                                              |
| KNK-II                                                   | Германия        | ТИ Карлсруэ        | 1976       | 3.03.1979    | 23.05.1991   |                        | 21                      | Натрий          | В основу лёг советский реактор БОР-60                        |
| Так и не запущенные                                      |                 |                    |            |              |              |                        |                         |                 |                                                              |
| CRBRP                                                    | США             | Долина Теннесси    | —          | —            | —            | 1000                   | 350                     |                 | Суммарные затраты — 8 млрд $.                                |
| IFR                                                      | США             |                    | —          | —            | —            | —                      | —                       |                 |                                                              |
| SNR-300                                                  | Германия        | АЭС «Калькар»      | —          | —            | —            | 1500                   | 300                     | Натрий          | Суммарные затраты — 7 млрд DM.                               |

### Строящиеся и проектируемые реакторы на быстрых нейтронах
| Реактор                                     | Страна | АЭС            | Начало строительства | Завершение строительства | Тепловая мощность, МВт | Электрич. мощность, МВт | Тепло- носитель |
| ------------------------------------------- | ------ | -------------- | -------------------- | ------------------------ | ---------------------- | ----------------------- | --------------- |
| PFBR                                        | Индия  | АЭС Мадрас     | 2004                 | —                        | 1250                   | 500                     | Натрий          |
| CFR-600                                     | Китай  | Сяпу           | 2017                 | —                        | 1500                   | 600                     | Натрий          |
| БРЕСТ-ОД-300                                | Россия | Северск        | 2021                 | —                        | 700                    | 300                     | Свинец          |
| Проектируемые реакторы на быстрых нейтронах |        |                |                      |                          |                        |                         |                 |
| БН-1200                                     | Россия | Белоярская АЭС | —                    | —                        | 2800                   | 1220                    | Натрий          |
| СВБР-100                                    | Россия | —              | —                    | —                        | 280                    | 100                     | Свинец-висмут   |